# Anthony Banzi
Anthony Mathias Banzi (* 28. Oktober 1946 in Tawa, Tansania; † 20. Dezember 2020 in Daressalam) war ein tansanischer Geistlicher und römisch-katholischer Bischof von Tanga.

## Leben
Anthony Banzi empfing nach seiner theologischen Ausbildung am 29. Juli 1973 das Sakrament der Priesterweihe. 1976 wurde er zum Kurator des Zentralseminars von Ntungano in der katholischen Diözese Bukoba ernannt. Zwischen 1976 und 1981 wurde er für ein höheres Studium nach Österreich geschickt und schloss sein Doktoratsstudium in Philosophie ab. 1981 wurde er Pfarrer der Gemeinde Mandera und Krankenhausseelsorger im Turiani-Krankenhaus der katholischen Diözese Morogoro ernannt. Zwischen 1981 und 1985 war er Ökonom des Bistums Morogoro. 1985 wurde er Spiritual an der Sisters Bigwa Secondary School in Morogoro. Zwischen 1988 und 1991 war er Subregens des Zentralseminars von Ntungano im Bistum Bukoba und von 1992 bis 1994 Regens des Kibosho-Zentralseminars im Bistum Moshi.
Am 10. Juni 1994 ernannte ihn Papst Johannes Paul II. zum Bischof von Tanga. Der Erzbischof von Daressalam, Polycarp Pengo, spendete ihm am 15. September desselben Jahres die Bischofsweihe; Mitkonsekratoren waren der Bischof von Same, Josaphat Louis Lebulu, und der Bischof von Morogoro, Telesphore Mkude.
In der Bischofskonferenz von Tansania engagierte er sich für den Einsatz moderner Kommunikationsmittel. Er war Vorsitzender der Kommunikationsabteilung der Vereinigung der Bischofskonferenzen Ostafrikas (AMECEA) und Co-Vorsitzender der Kommunikationskommission der Symposium der Bischofskonferenzen von Afrika und Madagaskar (SECAM).
Er starb im Dezember 2020 während einer medizinischen Behandlung im Muhimbili National Hospital (MNH) in Daressalam.